# 山あげ祭

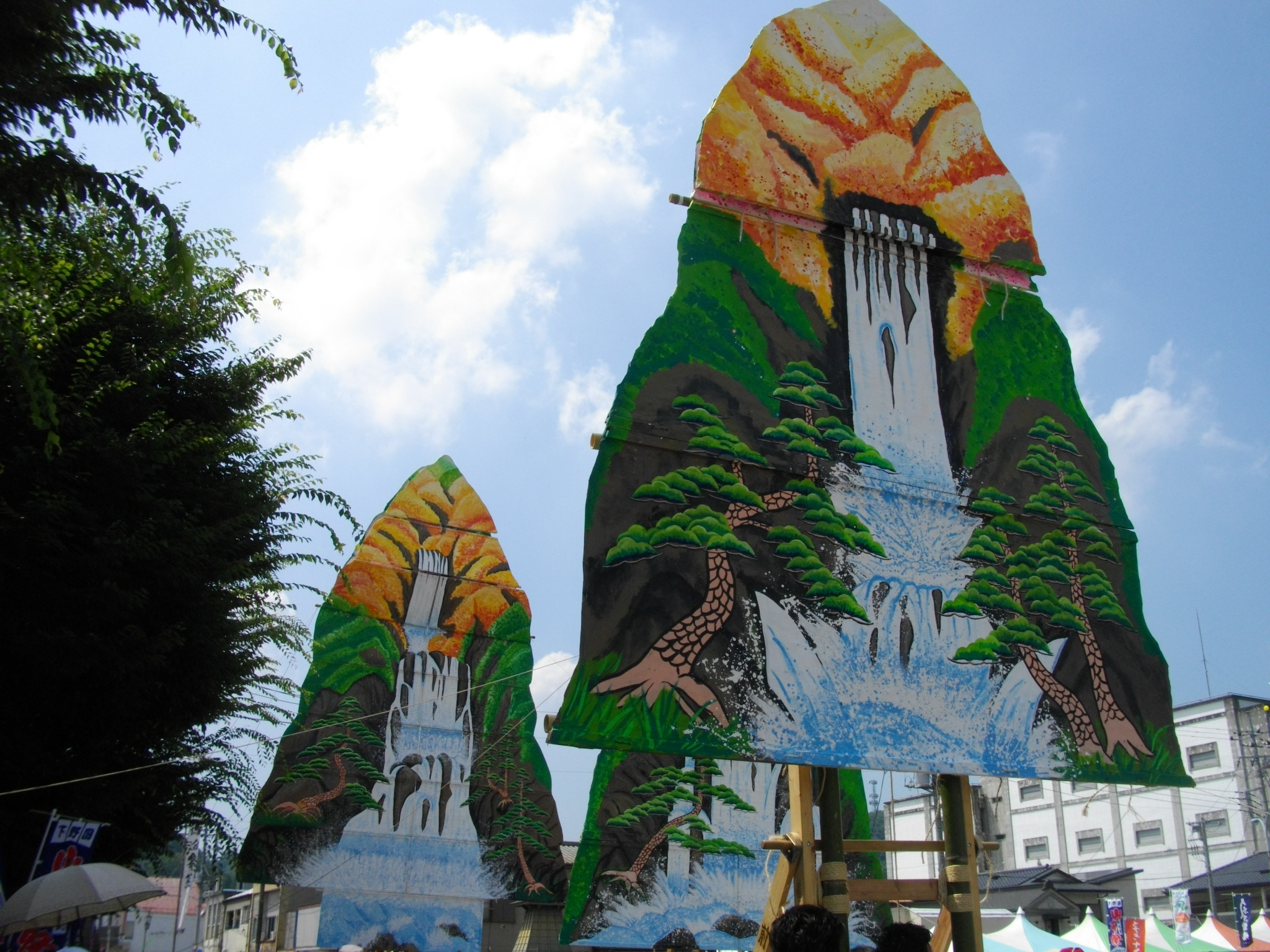
2014年の山あげ祭

山あげ祭（やまあげまつり）は、栃木県那須烏山市の八雲神社例大祭の奉納行事で、特に市街地に仮設の舞台を作り歌舞伎を行う祭りとして知られている。全て手作りの幅7m、高さ10m以上、奥行き100mの山と舞台装置一式を毎回組み立てて、所作狂言（歌舞伎）や神楽などの余興を奉納し、解体、移動を一日6回程度、3日間に渡って繰り返し、町中を巡行する。その移動総延長は20kmにも及ぶ。
「烏山の山あげ行事」として重要無形民俗文化財に指定（昭和54年2月）されている。現在、余興公演は7月第4週の金・土・日曜日の3日間に渡り行われる。

## 歴史
永禄3年（1560年）烏山城主那須資胤が牛頭天王に疫病退散を祈願した際に行われたのが起源とされている。当初は相撲や神楽獅子が奉納されていたが、常磐津所作が流行したのをきっかけに常磐津所作を奉納余興として行うようになったことで、全国でも類例を見ない野外歌舞伎舞踊の形態となった。現在は6町（元田町、金井町、仲町、泉町、鍛治町、日野町）のもち回りで行われ、当番町制度となっている。かつては、祭りの日は賑わい、出店・露店が各所に出ていたが、近年は祭りそのものの催しが主となっている。
「山」とは、網代に烏山特産の和紙を貼った「はりか山」であり、この「山」を「あげる（立てる）」ことから「山あげ」と呼ばれるようになった。「山あげ」の起源は江戸中期、恵みが町の隅々までいきわたるようにと土を盛り築山を作ったのが始まりで、その大きさを競ううち、当時高級品だった特産の和紙（程村紙）で山を作るようになったとされる。山に「滝」が描かれるのはその名残で、全町を潤すという意味がある。その後、山を背景に東京や宇都宮、笠間、常陸大宮などから一座を招いて余興が催されるようになった。昭和50年代、保存会を設けて地域住民が所作狂言（歌舞伎）を演じるようになり、現在に至る。6町それぞれ若衆制度はもちろん、かけ声なども異なっており、屋台を中心とした舞台装置が異なるため得意芸題も異なる。
2016年、「烏山の山あげ行事」を含む日本各地にある国の重要無形民俗文化財の祭礼行事33件が一括して「山・鉾・屋台行事」という名称で、ユネスコの無形文化遺産の代表一覧表に記載された。

## 祭事の流れ
お注連立式、奉告祭 7月1日
早朝、祭りの間神域を表す齋竹を立て注連縄を張る儀式「御注連立式」で1ヶ月に及ぶ例大祭が始まる。
夕刻に今年の芸題を奉告、小屋台に大書し、お祓いを受けた後、6町内に触れ回る「奉告祭」を行う。
このしきたりに習い、現在でも観光協会では7月1日以降まで積極的なPRは行なわない。
例祭
本来の神事の中心となるのが例祭で八雲神社に天下泰平、五穀豊穣を祈願する。
本来の神事であるため、基本的に関係者のみで執り行われる。八雲講、自治会に市長、議会議長、県会議員などの行政関係者も参列。世話人衆は当番町のみ参殿し、他町は境内で参拝する。
笠揃 第4週木曜日
本番を翌日に控え、本年の当番町と芸題のお披露目をする。
夕刻から、金棒引きを露払いに当番町内を巡行し、舞台を開き、当番町の役付きを紹介するとともに、山、関係者、一般客をお祓いし、乾杯ののち、手締めし開演となる。町によっては舞台開きとお祓いが先となる場合もある。
まず縁起物の三番叟（子宝三番叟）を舞ったのち、奉告した主芸題を舞う。歌舞伎でいうところの顔見世興行に当たる。笠揃は若衆が笠を背負い、整列することによる。
神幸祭（出御）天王建 金曜日
当番町が担当。
早朝から八雲神社で神事を行い、本殿と神輿の間を幕で繋いで神様に神輿に御遷りいただき、当番町を巡行したのち、旧烏山町市街中心部の仲町交差点に設けられた御仮殿（おかりや）に納められる。当番町はすぐ後に天王建を控えているため、舞台装置を取りに走って戻る。
続いて芸題を御仮殿に居る神様に対し、奉納する。これを「天王建」と呼ぶ。この公演のみ「神事」で、こののちの公演は「余興」となる。
奉納余興（訪問）
奉納余興は各町、および自町内の各所に遍く山の恵みを分け与えるために各所に山をあげ、そこで余興を奉納することを言う。特に他町で余興を奉納することを訪問と呼び、会所前で行われる。他町を訪問する場合、金棒引きを露払いに世話人衆が先導し、町境にさしかかると、訪問先の町の世話人衆と若衆が整列して出迎える。訪問する側は、相手の庭先（町内）を借りる旨口上し、受ける側は案内する旨口上し、訪問先町内での移動は、その町の世話人衆が案内する。場所によっては、当番町を送る町と受ける町が向き合い、連続して行うところもある。
渡御祭 土曜日
受受当番町（翌々年の当番町）が担当。
早朝御仮殿で神事を行い、6町に屋敷町を含めた7町を巡行。先頭は触れ太鼓、続いて赤天狗と青天狗…と続く。渡御では奉納余興と同様、他町を訪問する場合、町境にさしかかると、訪問先の町の世話人衆が整列して出迎える。
還幸祭（還御） 日曜日
受当番町（翌年の当番町）が担当。
3日目の夕刻に御仮殿で神事を行い、まず八雲神社の鳥居まで、神輿を先頭に子ども神輿、神主、八雲講、屋台の順で送る（天王送り）。鳥居の前で、お飾りを外すと神輿は「あばれ神輿」に。7町を巡り、一度受当番町の会所に戻り、夜になると還御を再開。本来、神輿は八雲神社に還す（あがる）ことになるが、神輿が鳥居をくぐれば祭りの終わりを意味するため、門前まで来ると、あがるか戻って担ぎ続けるかを巡り世話人衆と神輿方で駆け引きがある。門前で神輿がもみ合ったのち踵を返し（回し）、再び自町、もしくは御仮殿に戻り、再度門前を目指すことを複数回繰り返す。何回繰り返すか、いかにもみ合うかが若衆の熱意を量る物差しとされる。近年は、交通規制の調整が厳しく、午前0時前後で終了することが多いが、警察との調整も踏まえた「見せ方」が世話人の腕の見せ所でもある。
鳥居をくぐると太鼓が打ち鳴らされ、本殿に。出御とは逆に神輿と本殿の間を幕で繋いで、神様に本殿に御遷りいただき、神事を終了すると、当番町と受当番町の間で申し送りが行われる（現在は笠抜と時間が重複するため、後日行われることが多い）。
ブンヌキ
ブンヌキは、囃子の調子を競うもので、他町の囃子を「ぶんぬく」ことが由来とされる。基本的に市中で屋台が出会えば必ず行われる。各町若衆は、自町の囃子手を鼓舞するため、大声を出し囃す。路地の狭さと、新囃子の早いビートと相まって独特のトランス状態になる。
特に還御祭で天王送りの後、鳥居前に残った屋台が互いを向き合わせて行うブンヌキは、受当番町以外の全屋台が集結するため、市民にとっても盛り上がりのピークとなる。この30分間は異様な興奮を醸し出すという。
他にも、記念企画で屋台パレードなどを行うと、御仮殿前などで全屋台でのブンヌキが行われることがある。
笠抜
3日目の最後に行われる最後の公演。演目は「関の扉（下）」「老松」(千秋楽)。
昭和後期まで、還御が終了してから行う（笠抜が最後）ことになっていたが、現在は慣例で10時になると笠抜を始めてよいとされている。関の扉と老松（千秋楽）が演じられる。
笠抜は正装で背負う笠を取ることに由来する。
名越（夏越祓）
7月31日の午後6時から、夏虫の禍、頭痛、暑気あたりに効果があるとされる、茅の輪くぐりをして1ヶ月の例大祭が終了する。

## 「山あげ」と「余興公演」

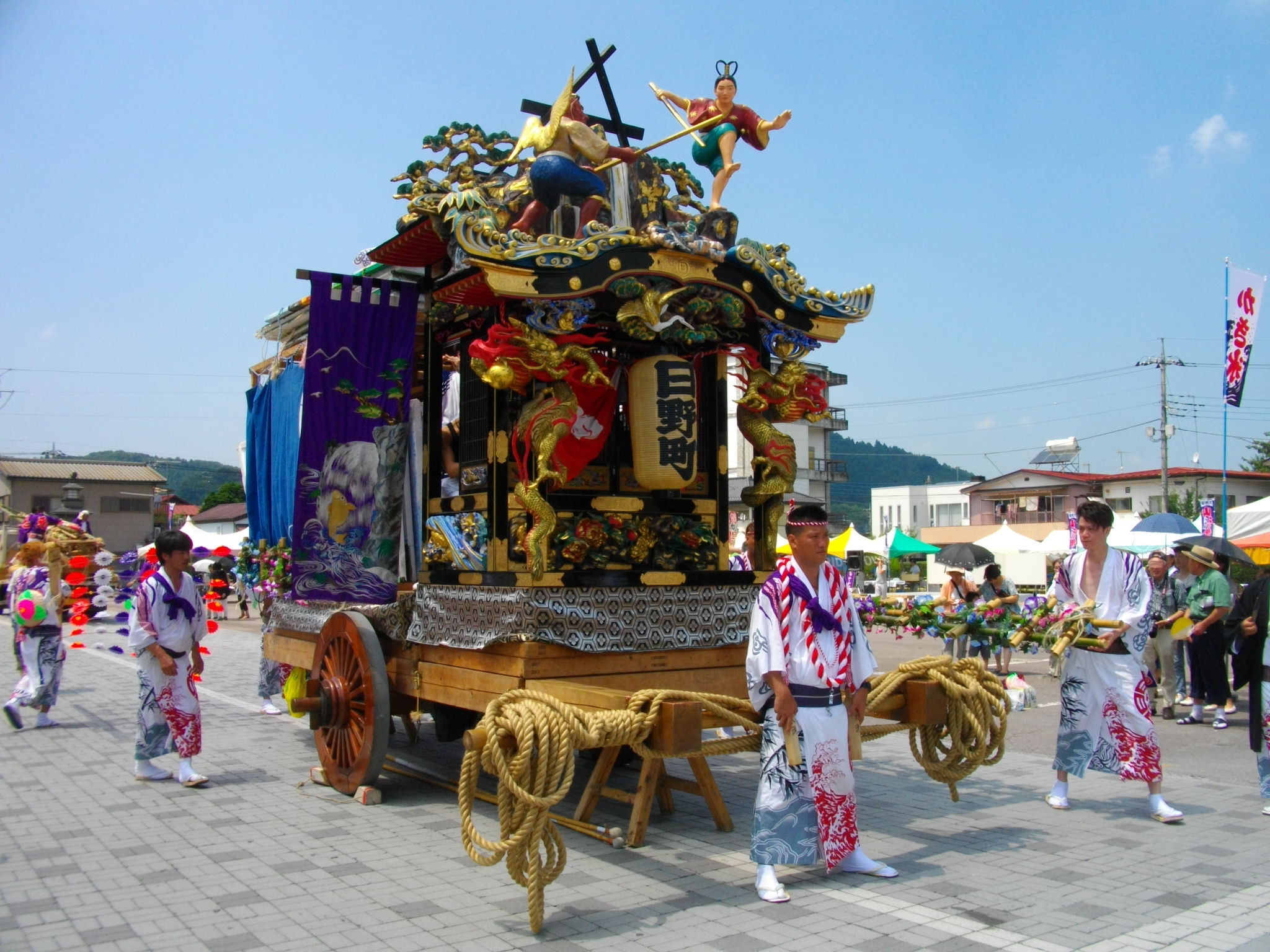
山車。御拝を載せた山車の横に、山を背景にした舞台が若衆によって素早く作られ歌舞伎が演じられる。山にはさまざまな仕掛けが組み込まれている

「笠揃」から「笠抜」まで、4日に渡り所作狂言（歌舞伎）や神楽などの余興公演を10数回市内各所にて行う。担当は当番町。余興公演は若衆達が舞台や太夫席、背景である「館」「波」「前山」「中山」「大山」等を公演場所で組み立て（山あげ）、公演中はそれら背景を特殊効果などで操作したり、花火や音響、光等で幻想的に演出する役割も請け負っている。公演が終わるとそれらを素早く解体し、舞台を変形させて「地車（じんぐるま）」にして積み込み、次の公演場所に向かう。当番町がこれら山あげの役割を担う為におよそ100名からなる若衆が必要で、また、舞台の設営や撤収の動作が非常に機敏なのは、各町内同士の対抗意識から来ている。早く、正確である事は大変誉れなことで、逆に不手際により設営に手間取ったり、次の公演場所へ向かう先陣隊となる「地車」の担当若衆達が上手く「地車」を操作出来なかったりすると、市民から囃されたり、煽られたりする場面が見られる。
現在、所作狂言（歌舞伎）は地元の山あげ祭り保存会芸能育成部の部員が演じる。代表的な演目は「将門」「戻橋」「子宝三番叟（こだからさんばそう、笠揃に必ず公演される）」「関の扉（下）（笠抜に公演される）」「老松（千秋楽として関の扉に続いて公演）」「吉野山狐忠信」「蛇姫様」「梅川（上）」等。中でも「将門」は当町民の人気も高いため一番公演機会が多く、山あげ祭りのマスコットともいうべき「ガマ」が登場する。演目が始まって暫くすると、滝夜叉姫を乗せたガマが花道奥からゆっくり舞台前に移動してくる。町内の演出担当によって異なるが、大抵の「ガマ」は口から煙を吐き、目を光らせるという様な演出が施されている。公演が終わり、次の公演場所に移動する際、「ガマ」は「地車」の一番上にちょこんと置かれて移動するのが各町内の決まり事でもある。近年は地方（演奏）、常磐津（浄瑠璃=語り）さらに以前は手で奏でられた雷などの効果音までも音響機器が導入され、舞台の前に有料の観覧席を設けるなど変化も見受けられる。
舞台から約100メートルの間に「波」「館」「木」「前山」「中山」「大山」等を設置する。若衆は「木頭」をリーダーとし、「副木頭（金井町のみ行司）」が補佐を行う。約100名の若衆は各部門毎に分担して作業を行い、各部門では「主任」がリーダーとなる。特に「前山」「中山」「大山」を組み立て、上げる作業には大変手間と時間がかかるため、各部門は自部門の作業を終えたら直ぐに山の作業を手伝うために走る。これら一連の作業で若衆達の団結と連携が強まって行く。

## 裏話
- 若衆は揃いの絵羽浴衣に笠を襷掛けするのが正装であり、移動の際は必ず着替える。
- 烏山旧6町には当番用の本屋台と当番外や奉告祭で使われる小屋台がある。
- 烏山旧6町の本屋台はすべて、御拝とよばれる前部の飾り部分と、後部が分かれる構造になっており、後部は中に舞台装置を収納し、舞台設置中は左右に2分割して広がり、幕の役割を果たす。前部には御拝と呼ばれる飾りが設けられ、囃子衆が乗って祭事期間中ずっと囃子を打ち続ける。御拝は、左にずらすことができる構造になっており、屋台の土台はそのまま舞台に、御拝はずれて舞台装置の一部となる。
- 「地車」と呼ばれる台車は、公演時には変形して舞台となり、撤収の際は再度変形して台車となり、解体した波や館、ガマ等が載せられて次の公演場所に向かう。しかしこの地車には方向を転換するようなものが一切無く、ブレーキも無い。担当する部門は「舞台」部門だが、彼らの苦労は舞台を設営するよりもむしろこの「地車」を次の公演場所まで移動させる事に集約していると言っても過言ではない。「副木頭」の指揮の下（地車移動時は副木頭が前方に乗り込み指揮をする。「舞台」主任は後方に乗り、副木頭を補佐する）、若衆は引き手、押し手が直進時には猛スピードで走らせ、止まる際には数人の「棒持ち」の若衆が車輪に舵棒（丸太棒）を咬ませて停止させる。曲がる際は引き手と押し手の技術で曲がれる事もあれば、急な曲がり角では棒持ちが舵棒を使い、てこの要領で方向転換させる。中でも、仲町交差点から山あげ会館前にかけては谷になっていて、いずれかの上りをあげるために下りで加速するため、非常に危険を伴う。舞台部門に配される若衆は多くが高校生や大学生等の若者で、逆に言えば彼等の様に若くて元気が無ければ務まらない部門でもある。
- 面積が狭い当番町の町内移動では、山などの舞台装置の大半を手で持ち、走って移動することがある。これを「手持ち移動」と呼び、いかに全力疾走で迅速に移動するかが見せ所となる。
- 昔、祭り開催前には小麦粉の相場が上昇したという。これは山に和紙を貼るのに以前は小麦粉を糊としていたため、大量に小麦粉が必要だったためという。
- 昔、山は祭事の度に焼却され、灰が五穀豊穣の縁起物として配られた。
- 旧町内の電線にはリボンが付けられているのがみられる。これは山を移動するときに架線にかからないようにという配慮である。
- 旧町内の多くの道路標識（行先案内）は山にかからないよう折りたたむ蝶番がついている。
- 露店の数が非常に多く、中でも旧烏山市街を通る「せせらぎ通り」の左右に露店が立ち並ぶ。
- 祭り期間中は旧烏山市街の殆どが交通規制されるため、県警の一個中隊が配備される。
- ご多分にもれず、この祭りも後継者の育成が難しいものとなっている。舞台の構成上多くの人手を必要としているからである。旧六町の一部では町内だけでは祭りを維持することが困難となっており、アルバイトに依存しているところもある。那須南地区全体の過疎化の問題もあり、祭りの維持には相当の苦労を伴う反面、市町村合併で旧南那須町地区に合併されたこともあり、両町の垣根を越えた協力が問われている側面もある。
- かつては『将門』の「嵯峨や御室の花盛り〜」を町内のものが宴席などで競い合ったという記録もあるが、近年はそのようなこともほとんど見受けられなくなった。
- かつては、「宗清」「喜撰」「釣女」「釣狐」「乗合船」「八犬伝」なども上演されていた。